# William Tecumseh Sherman
William Tecumseh Sherman (Lancaster, 8 de fevereiro de 1820 - Nova Iorque, 14 de fevereiro de 1891) foi um soldado, empresário, educador e escritor norte-americano. Como general no Exército da União durante a Guerra de Secessão obteve a reputação de estrategista militar brilhante. Na condução das campanhas na frente ocidental buscou a destruição de recursos civis que suportavam o esforço de guerra dos Estados Confederados da América numa escala atípica para época.  Por tal motivo é frequentemente identificado como um dos proponentes precoces da Guerra Total, rótulo que é contestado por alguns historiadores. Nas palavras do historiador militar britânico B. H. Liddell Hart, Sherman foi "o primeiro general moderno".
Sherman serviu sob o general Ulysses S. Grant em 1862 e 1863 durante as campanhas que levaram a queda do reduto confederado de Vicksburg no Rio Mississippi, culminando com o roteamento dos exércitos confederados no Tennessee. Sucedeu Grant em 1864 como comandante da União no fronte ocidental e liderou as tropas que lograram realizar a captura de Atlanta, um sucesso militar que contribuiu para a reeleição do presidente Abraham Lincoln. A sua campanha subsequente contra Geórgia, conhecida como a Marcha ao Mar,  minou ainda mais a capacidade confederada de continuar o confronto. No desfecho da sua última campanha da guerra, contra as Carolinas, aceitou  em abril de 1865 a rendição dos exércitos confederados na Geórgia, nas Carolinas e na Flórida.
Quando Grant assumiu a presidência dos EUA em 1869, Sherman tornou-se General Comandante do Exército. Como tal, foi responsável pela participação americana nas guerras indígenas nos quinze anos seguintes. Ele recusou-se firmemente a ser puxado para a política. Em 1875 publicou  suas memórias, um dos mais conhecidos relatos em primeira mão da Guerra de Secessão.

## Início de vida

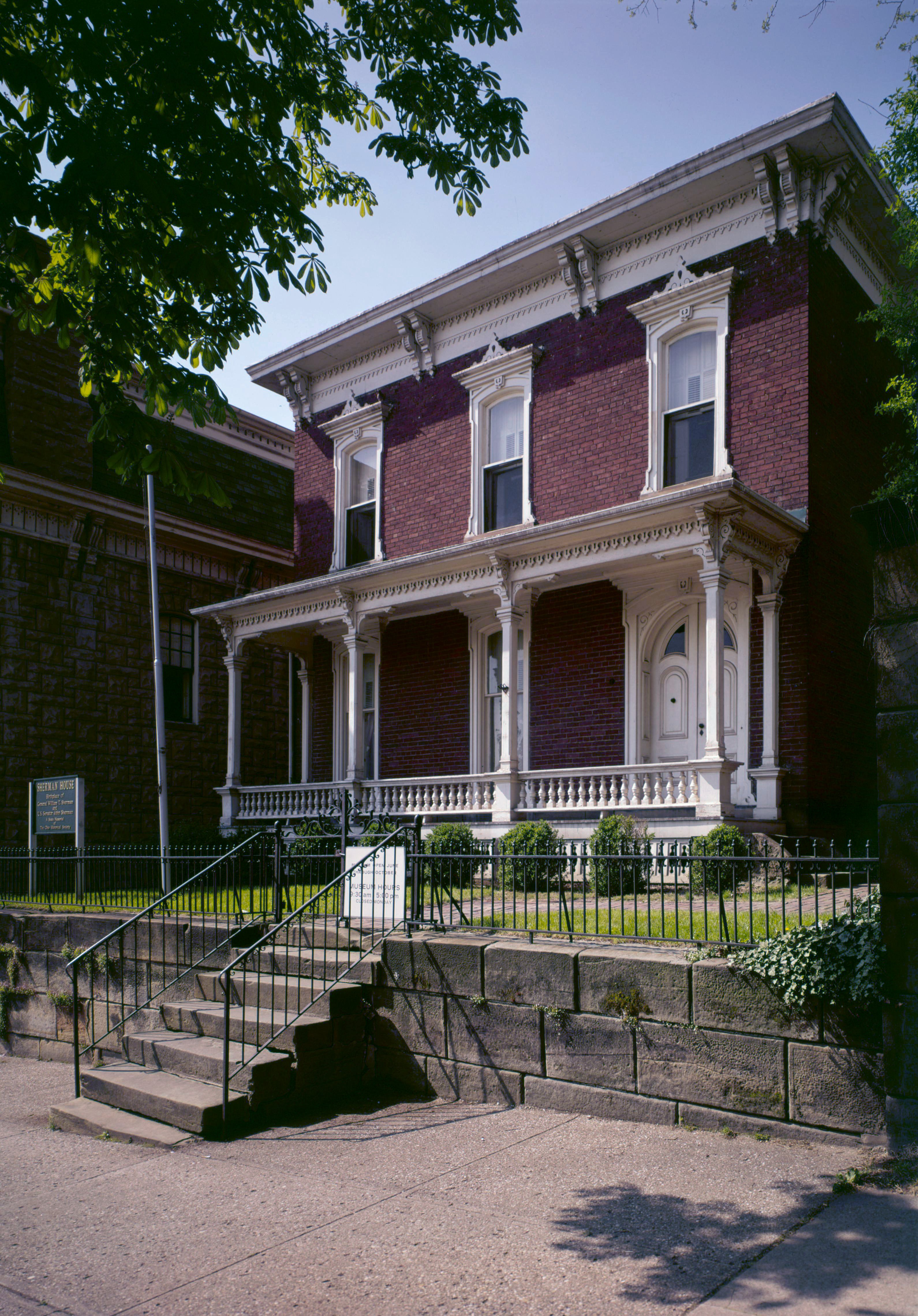
Casa de Sherman em Lancaster

William Tecumseh Sherman nasceu no dia 8 de fevereiro de 1820 em Lancaster, Ohio, perto das margens do rio Hocking. Seu pai, Charles Robert Sherman, um advogado de sucesso e membro do Supremo Tribunal do Ohio, morreu inesperadamente em 1829, deixando a viúva Mary Hoyt Sherman com onze filhos e nenhuma herança. Sherman, então com nove anos, foi criado após a morte do pai por seu vizinho e amigo familiar Thomas Ewing, promotor e proeminente membro do Partido Whig, que serviu como senador e Secretário do Interior.
Um de seus ancestrais distantes, admirado por Sherman, era Roger Sherman, um dos Pais Fundadores.
Tecumseh Sherman, filho de protestantes, teve que aderir à fé católica da sua nova família e aceitar um nome que parecesse "mais cristão". Assim, foi rebatizado William Tecumseh Sherman. Vencido esse obstáculo, foi aceito como membro da casa, recebendo toda a atenção que os demais filhos do casal, além de uma educação de excelente qualidade. Ávido leitor, ele aprendeu francês, latim e até um pouco de grego clássico.
Algumas das características mais marcantes do Gal. Sherman são atribuídas a influência de Thomas Ewing. Dele Sherman teria absorvido o apreço à constituição, à ordem e à União, mas também o preconceito racial e a visão benevolente à escravatura. Ewing, notando o talento do Sherman, queria acomodá-lo na liderança de um dos seus negócios, ou em alguma carreira civil onde a sua influência política poderia ajudá-lo. Na contramão dos desejos da família, Sherman optou pela carreira militar.

## West Point
Em 1836, Ewing conseguiu, mediante intervenção do Secretário da Guerra Lewis Cass, o ingresso do William Sherman na academia militar de West Point. O jovem não teve dificuldade em destacar-se nos estudos. Sobressaiu em diversas matérias, sobretudo em desenho, pois tinha bastante talento artístico.
Formou-se com sexto colocado na classe, entre os 119 que iniciaram o curso e os 42 que o concluíram. Suas notas lhe dariam a quarta colocação, e o acesso a elitizada Arma de Engenharia, mas essa lhe escapou por conta das inúmeras punições por pequenas transgressões disciplinares. Ingressou na Artilharia.
Na academia conheceu diversos dos seus futuros notáveis companheiros de armas (Henry Halleck, Don Carlos Buell, Edward Ord, Irvin McDowell, George H. Thomas, Joseph Hooker, Nathaniel Lyon, John F. Reynolds, William Rosecrans, John Pope, John Sedgwick), além de famosos oponentes (James Longstreet, P.G.T. Beauregard, Braxton Bragg, Jubal Early, John C. Pemberton, William Hardee, D.H. Hill, Earl Van Dorn). No seu ano final do curso, ingressou em West Point um novato que todos chamavam de "Sam" (Ulysses S. Grant). Contrário do Sherman, muito popular entre os colegas, Grant era uma figura apagada.

## Carreira Militar antes da Guerra
Em Outubro de 1840, Sherman aceitou o comando de uma companhia de infantaria estacionada na Florida, então palco de Guerra com índios Seminoles. Embora não tenha tido oportunidade de participar dos combates, Sherman observou a esterilidade das tentativas de quebrar a guerrilha indígena por meio de perseguição direta. O único meio eficaz parecia ser mirar os meios de subsistência da tribo, subtraindo as condições econômicas para manutenção dos guerreiros. Essa parece ter sido uma influência importante para levar o seu modo de condução de guerra para além dos limites da doutrina Jominiana, preponderante na época.
Em 1842, com o fim da guerra, foi transferido para Fort Morgan, Alabama e, no final do ano seguinte, para Fort Moultrie, Carolina do Sul. Em 1844, apontado como inspetor para investigar perdas materiais sofridas pelos veteranos da Guerra Seminole, viajou extensivamente pela Geórgia. Seu conhecimento da geografia dos estados do sul lhe seria de grande valia no futuro. Sherman não encontrou dificuldades para entrosar-se na vida social da elite sulista, com a qual dividia os valores conservadores.
Em 1846, com a eclosão da Guerra Mexicano-Americana, Sherman buscou desesperadamente um posto na frente de combate, mas acabou apontado oficial de recrutamento em Pittsburgh, Pensilvânia. Em Junho do mesmo ano, recebeu transferência para Califórnia. Um dos seus companheiros de viagem, contornando o Cabo Horn foi Henry Halleck, consolidando uma duradoura amizade. Uma das escalas na viagem foi o Rio de Janeiro. Sherman, encantado com a cidade, escreveu: "Palavras não descreveriam a beleza desse porto perfeito…". Entretanto, chocou-se com a situação dos negros, que tanto poderiam ser advogados e padres, quanto escravos na pior forma de escravidão.
A viagem durou 198 dias. Ao chegar San Francisco, Sherman encontrou as hostilidades na Califórnia praticamente encerradas. Mais uma vez, tal como ocorreu na Flórida, escapou-lhe a oportunidade de adquirir experiência de combate, fundamental para uma carreira militar bem sucedida. Ao contrário de Grant, que via a intervenção no México como moralmente condenável, Sherman achava que a falha dos mexicanos em desenvolver economicamente a região era razão suficiente para que essa fosse tomada por um povo mais empreendedor.
Em 1848, irrompeu a grande Corrida do ouro na Califórnia, e Sherman viu-se no centro dos acontecimentos, encarregado de manter a ordem enquanto considerável parte da sua tropa desertava partindo para as minas. Lançando mão dos conhecimentos de geologia adquiridos em West Point, ele logo adquiriu fama de especialista local em ouro e mineração.

## Casamento
Em 1850, é chamado a Washington, onde se casa com a sua irmã por adoção Eleanor Boyle ("Ellen") Ewing. O casamento da filha do Thomas Ewing, então Secretário do Interior, com o Tenente Sherman foi um grande evento social, a qual atendeu a elite política do país, incluindo o presidente Zachary Taylor.
O casamento foi duradouro e geralmente visto como razoavelmente bem sucedido, embora nunca isento de tensões. Ellen, católica extremamente devota, jamais desistiu de induzir o marido a prática religiosa. Sem sucesso: ele permaneceu alheio a religião até a morte.
Mas uma especial fonte de desgosto para  Sherman era a incomum forte ligação da Ellen com o seu pai. Ellen recusava-se a abandonar Lancaster e a proximidade do pai para acompanhar o marido para os locais distantes para onde era levado pelo ofício. Do seu lado, Thomas Ewing fez o possível para manter a filha próxima. Isso incluía a pressão para que o afilhado abandonasse a carreira militar e assumisse a direção das minas de sal pertencentes à família. A ingerência do sogro na vida do casal só cessou quando William chegou ao ápice da sua carreira militar, nos anos da Guerra Civil.

## Homem de Negócios
Sherman, promovido a capitão, foi designado a uma unidade de artilharia em St. Louis (Missouri). Em 1852, recebeu a missão de limpar a corrupção no comissariado de New Orleans, Louisiana. Recebeu reconhecimento como excelente administrador. Diziam que "se fosse incapaz de achar a causa de uma diferença de 3 centavos nas contas, pediria baixa e cometeria suicídio".
Ainda em 1852, um amigo, o banqueiro Henry Turner lhe oferece a oportunidade de abrir e gerir uma filial do seu banco em San Francisco, Califórnia. Ele aceita, licenciando-se do exército por seis meses. Sherman administrou a agência de forma competente e conservadora. Em breve, torna-se um dos cidadãos mais proeminentes da cidade, assumindo inclusive o comando da milícia do estado.
Em 1855, ocorre uma severa crise de confiança nas instituições bancárias locais. Houve uma grande corrida dos correntistas para sacar os depósitos, levando as principais bancos da região à quebrarem. Sherman manobrou habilmente e conseguiu evitar a falência, embora não sem prejuízos a alguns correntistas com aplicações especiais. Muitos eram colegas do exército que apoiaram Sherman no momento de crise mantendo suas aplicações. Entre eles estavam Don Carlos Buell, George Thomas, Henry Halleck e Joe Hooker, que se tornariam generais da União, bem como futuros generais Confederados - Braxton Bragg e John Bell Hood. A exemplo do seu pai, Sherman vendeu maior parte do seu grande patrimônio para ressarcir os amigos.
Do episódio Sherman herdou o ódio perene à imprensa, que na visão dele teria contribuído para disseminar um pânico injustificado.
Em 1856, uma nova crise: tumultos causados por grupos de "Vigilantes", que, apoiados pela maioria da população, queriam o linchamento de um jornalista acusado de homicídio de um colega. Sherman, a despeito da opinião pública, convoca a milícia para defender a lei. Mas o exército retrocede na oferta de armas que havia feito aos milicianos, e Sherman se vê impotente para impor a ordem. Mais uma vez, percebeu a imprensa como vilã, dessa vez por estimular o populacho à violência.
Em 1857, Turner decide fechar a agência de São Francisco, deslocando Sherman para abrir e administrar a agência em Wall Street, Nova Iorque. Ele desempenhou-se bem, mas os problemas financeiros da matriz em St. Louis forçaram a ainda solvente agência novaiorquina a fechar as portas. Então, Sherman tentou uma série de negócios próprios, mas todas as tentativas fracassaram e ele viu-se em profundas dificuldades financeiras. Tentou retornar ao exército, mas não havia vagas disponíveis.
Então por indicação do amigo Don Carlos Buell candidatou-se a reitoria do Seminário Militar de Louisiana, em Alexandria, que estava por inaugurar. A indicação de um nortista de Ohio, estado considerado como um dos mais favoráveis a abolição, foi recebida com desconfiança, mas as recomendações enfáticas de militares ilustres quebraram a resistência. As opiniões conservadoras de Sherman acabaram por agradar muito seus anfitriões da elite sulistas. O seu trabalho a frente da instituição também foi muito bem avaliado.
Sherman simpatizava com as posições sulistas a respeito da escravatura, mas não via a secessão como uma arma legítima para defende-la. Ao amigo Prof. David F. Boyd, escreveu em Dezembro de 1860 as seguintes palavras proféticasː
Vocês, povo do sul, não sabem o que estão a fazer. Este país será encharcado em sangue e somente Deus sabe como tudo terminará. É tudo insensatez, loucura, um crime contra à civilização! Vocês falam tão levianamente sobre a guerra; não sabem o que dizem. A guerra é uma coisa terrível! A demais, subestimam o povo do norte. É um povo pacífico, mas firme nos seus propósitos, que lutará também. Não deixarão este país ser destruído sem um poderoso esforço para conservá-lo… Além do mais, onde estão seus homens e meios da guerra para enfrentá-los? O norte pode produzir motores a vapor, locomotivas, e vagões; vocês mal podem fazer uma jarda do pano ou um par de sapatos. Estão se precipitando para a guerra contra um dos povos mais poderosos, mecanicamente engenhosos e determinados na face da Terra – bem diante das suas portas. Estão fadados ao fracasso. Estão preparados para a guerra apenas nos seus espíritos e na sua determinação. Em tudo mais não estão preparados, a começar por uma má causa para defender. No início, farão progressos, mas quando seus recursos limitados começam a falhar, alijados dos mercados europeus como ficarão, a sua causa começará a esmaecer. Se o seu povo parar para pensar, terá que perceber que afinal falhará.
Em Janeiro de 1861 quando o governador do estado de Louisiana confiscou os arsenais federais, Sherman renunciou ao posto, sentindo a sua posição como incompatível com a lealdade aos Estados Unidos da América. A renuncia foi recebida com pesar mas também com compreensão. Sherman recebeu agradecimentos afetuosos do governador Moore e de amigos como Beauregard e Bragg.

## A Guerra Civil

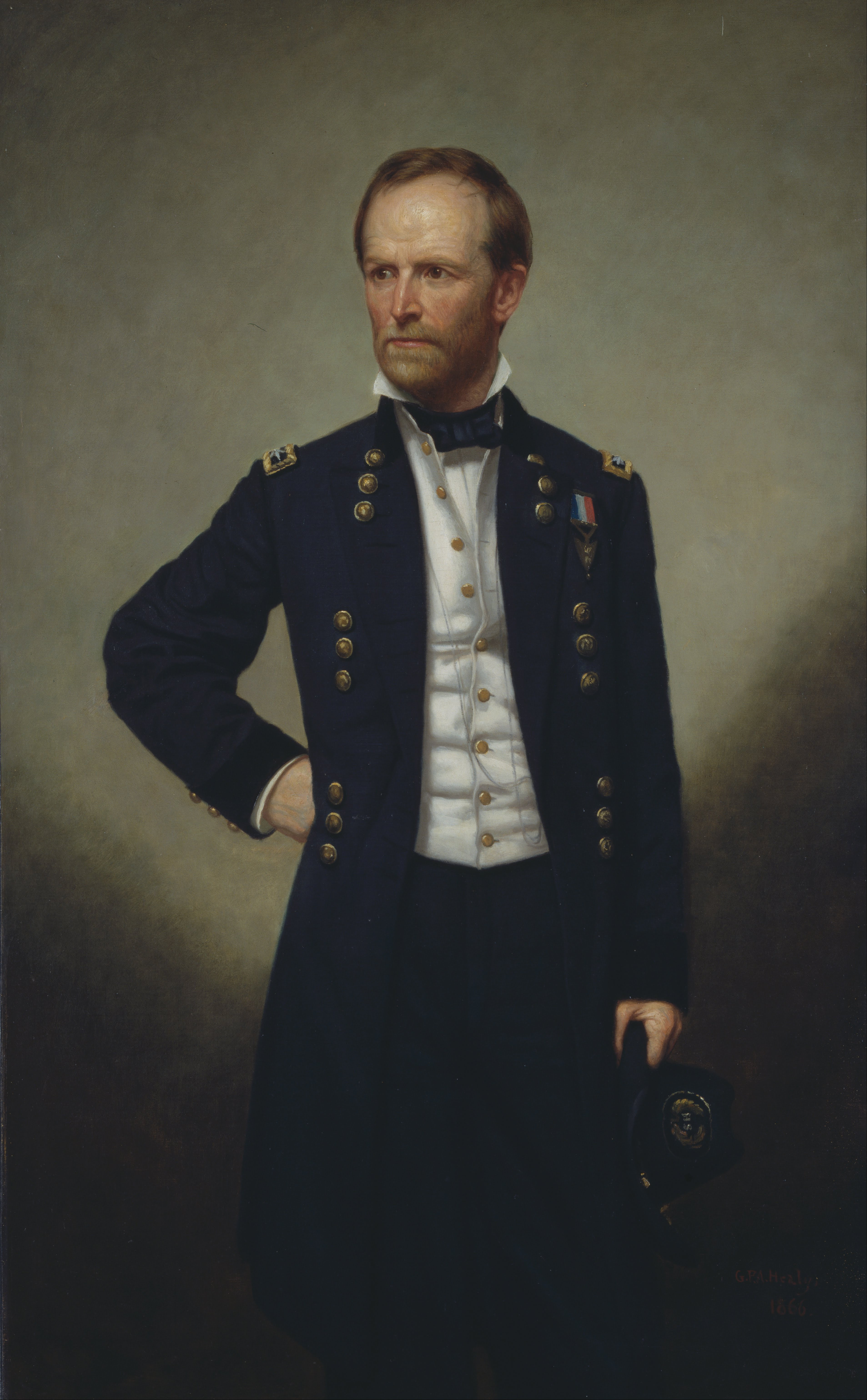
William T. Sherman, por George P.A. Healy

Inicialmente, Sherman condicionou seu retorno ao exército a possibilidade de obter o comando de um regimento do exército regular, pois considerava o treinamento dos voluntários, que constituíam a vasta maioria das forças de ambos lados, temerário. Então, foi nomeado inspetor geral do exército pelo Comandante-em-chefe Winfield Scott, herói do México e velho conhecido. Poucos dias depois, aceitou assumir o comando de uma Brigada no exército de McDowell, composta por voluntários.
Em 21 de Julho de 1861, sobre pressão da opinião pública que queria um desfecho rápido, McDowell avançou precipitadamente sobre tropas de P.G.T. Beauregard, estacionadas em Manassas Junction. Ocorreu o primeiro grande confronto da guerra - a Primeira Batalha de Bull Run (Primeira batalha de Manassas). Os temores de Sherman confirmaram-se. Os indisciplinados voluntários entraram em pânico e as linhas federais desintegraram-se. Num dia de derrota catastrófica, Sherman foi um dos poucos oficiais que se destacaram positivamente, retendo federais fugitivos e reorganizando a resistência aos confederados em avanço. No meio de Agosto, recebeu a promoção a General-brigadeiro dos Voluntários.

### Kentucky e Missouri
Em Novembro, a convite do comandante do Departamento de Cumberland, Robert Anderson, assumiu a responsabilidade sobre as ações militares no estado de Kentucky. Kentucky era um estado limítrofe, onde a população tinha lealdade dividida entre o sul e o norte. Sherman, iludido pelas manobras confederadas acreditava estar diante de um número de oponentes muito maior do que de fato existia. Ao receber do Secretário da Guerra Simon Cameron a sugestão de avançar seus 18 mil soldados contra o Passo de Cumberland e invadir o leste de Tennessee, respondeu que precisaria de 60 mil homens apenas para manter a posição, é os impossíveis 200 mil para empreender ações ofensivas.  O conteúdo da conversa vazou para imprensa, que colocou a sanidade mental do general Sherman em dúvida.  Um observador enviado pelo exército constatou que Sherman estava em severa crise de nervos, o que ocasionou a sua substituição pelo Don Carlos Buell.
Sherman foi retornado para Halleck, comandante do teatro de guerra do oeste, que, a despeito dos rumores, deu crédito ao velho amigo colocando-o a frente de três divisões de infantaria, estacionadas em Missouri. Mas as coisas não melhoraram, e Halleck viu se obrigado a recomendar ao Comandante-em-chefe George McClellan que Sherman fosse afastado das funções de comando até que se recuperasse. Manchetes no país todo voltaram a estampar especulações sobre a sua insanidade.

### Sob Grant
Em Fevereiro de 1862, depois de passar algum tempo dirigindo um campo de treinamento, Sherman recebeu uma nova comissão de Halleck: comandaria o distrito militar de Cairo, subordinado ao Ulysses Grant, comandante do Departamento do Oeste de Tennessee. Em março, Grant conquista os fortes Henry e Donelson, tornando se uma celebridade nacional em uma época de poucas boas notícias para a União. Sherman fica muito impressionado com o modo simples e objetivo com que Grant conduz os assuntos militares. Os dois iniciam uma cooperação próxima e uma amizade, que se estenderia para além do termino da guerra. Transferido para o Exército de Tennessee de Grant, Sherman recebe o comando da Quinta Divisão de Voluntários.

### Shiloh
A primeira missão recebida por Sherman no seu novo posto foi interromper a linha ferroviária da Charlton & Memphis Railroads no trecho entre Corinth e Iuka. No percurso, identificou na margem oeste do Rio Tennessee uma excelente posição para estacionar as tropas, chamada de Pittsburg Landing. Grant transferiu para lá seus 35 mil soldados, aguardando o reforço pelo Exército de Ohio, sob Don Carlos Buell. O quartel general foi estabelecido próximo de uma igreja conhecida como Shiloh. Sem saber, Sherman escolheu o campo para uma das batalhas mais sangrentas da guerra - a Batalha de Shiloh.
Na madrugada do dia 6 de Abril de 1862, o ataque de 40 mil confederados sob Albert Sidney Johnston tomou as tropas estacionadas de surpresa. Grant estava ausente, e só conseguira retornar no meio do dia. Sherman coordenou a resistência da melhor forma possível dentro das circunstâncias. Ao longo da batalha, teve três cavalos abatidos sobre si. Foi ferido duas vezes, na mão e no ombro, ambas sem gravidade.
As tropas de Sherman eram completamente inexperientes, algumas carecendo de treinamento básico em mais simples manobras em nível de companhia. Entretanto, nas palavras de Grant, ele "inspirou a confiança aos oficiais e soldados, tornando-nos capazes de render naquele campo sangrento serviços dignos de melhores veteranos".
Os rebeldes, agora comandados por P.G.T. Beauregard, já que Albert Johnston foi morto no meio da tarde, avançavam rapidamente, empurrando as tropas oponentes contra o rio.  Beauregard, não acreditando que Grant pudesse ser reforçado e precisando realinhar as suas próprias tropas desorganizadas, resolveu interromper o avanço antes do anoitecer. Durante a noite, Lew Wallace e Buell chegaram ao campo de batalha, com 27 mil novos soldados federais. Grant resumiu o dia com uma forte ofensiva, varrendo os confederados das posições que havia perdido no dia anterior.
O desempenho de Sherman na batalha foi muito elogiado, trazendo-lhe total redenção aos olhos da opinião pública. Recebe promoção a Major General dos Voluntários. Em contraste, a vitória trouxe ao Grant severas críticas por ter falhado em considerar seriamente os indícios do ataque iminente, por ter se ausentado do campo sem indicar substituto e principalmente por não entrincheirar as tropas. Apenas o suporte pessoal de Lincoln permitiu sua permanência em posições de liderança.

### Memphis
Em 21 de Julho de 1862, Sherman foi nomeado pelo Halleck governador militar de Memphis.  A cidade estava mergulhada no caos e na violência. Grande parte do comércio não funcionava. Muitos dos cidadãos proeminentes abandonaram a cidade.  O único jornal deixou de ser impresso. Prostituição corria solta. Bandeiras confederadas tremulavam desafiantes sobre as casas. A população branca aproveitava toda oportunidade para enviar suprimentos à guerrilha rebelde.
Sherman não tardou em impor a ordem no oeste de Tennessee. Ordenou que o comércio reabrisse. Disciplinou a venda de escravos e apoiou as autoridades civis na imposição da ordem pública e na coleta de impostos. Controlou a imprensa. Certa feita, atendendo ao culto da Igreja Episcopal, Sherman notou que o sacerdote omitiu a prece em prol do Presidente da República, usual nos estados da União. Sherman levantou-se e declamou a prece ele mesmo.
A população suspeita de apoiar bandos guerrilheiros recebeu tratamento duríssimo, tendo com frequência suas casas queimadas. Entretanto, muitos cidadãos de Memphis valorizavam terem sido resgatados do caos, e Sherman gozava de uma popularidade bastante razoável. As ruas agora eram tão seguras como as das grandes cidades do leste, e o comércio florescia. Sua administração era um sucesso absoluto. Memphis já não suportava unanimemente a causa da Confederação.

### Campanha de Vicksburg

#### Chickasaw Bayou
Em Novembro de 1862, Sherman recebeu de Grant ordem de levantar marcha com as tropas estacionadas em Memphis e Helena para operações contra Vicksburg. Nessa empreitada contaria com o suporte da flotilha fluvial do Almirante David Dixon Porter, que se tornaria seu grande amigo. Vicksburg era um alvo de suma importância estratégica, pois constituía o último bastião confederado no rio Mississippi. A sua tomada pela União significaria a divisão da confederação em dois, alijando os exércitos rebeldes no leste de uma importante área de recrutamento e de produção agrícola fundamental para o esforço de guerra.
Ao receber a notícia de que em breve seria posto sob comando de John McClernand, um político nomeado general cuja competência questionava, Sherman apressou-se lançar a ofensiva enquanto ainda tinha independência. Em 27 e 28 de Dezembro, Sherman tentou dois assaltos contra a formidável posição defensiva dos confederados em Chickasaw Bayou. Foi repelido com facilidade, perdendo quase 1 800 dos seus 32 000 homens. Os 14 mil defensores tiveram apenas 200 baixas. Essa foi a batalha inicial da Campanha de Vicksburg.
Em 12 de Janeiro, Sherman, já sob comando de McClernand, tomou as fortificações confederadas em Arkansas Post, numa operação cujo principal intuito parecia ser salvar a honra após a derrota anterior. Não obstante, a imprensa foi violentamente crítica, ventilando a suposta irascibilidade dos ataques de Sherman contra posições inexpugnáveis em Chickasaw Bayou.

#### Operações de Grant contra Vicksburg

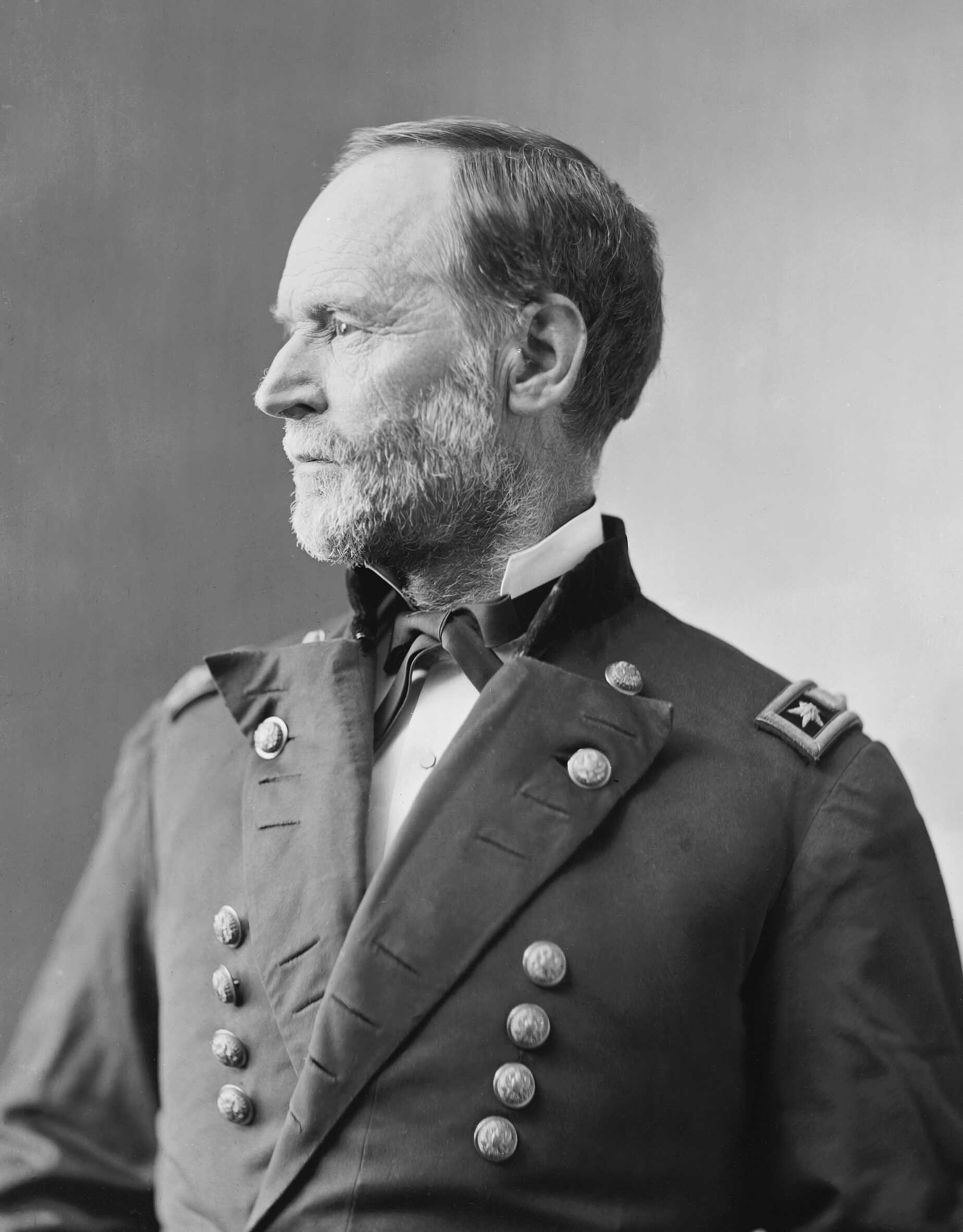
Sherman com uniforme militar

No fim de Janeiro de 1863, Grant substitui McClernand no comando direto das operações contra Vicksburg. Encontra as tropas da União estacionadas em Young's Point, na margem direita do Mississippi. Vicksburg está imediatamente a frente, na margem oposta. Mas o rio é controlado pelos canhões do forte confederado, tornando a travessia virtualmente impossível.
Sherman advoga retirada para Memphis para posterior ataque pelo norte, solução que do ponto de vista militar faz sentido. Mas Grant, sabe que qualquer movimento retrogrado corroeria o seu suporte político.
Grant faz diversas tentativas fracassadas. Ordena escavação de um canal através da Península de Louisiana, para atravessar o rio longe da artilharia rebelde e desembarcar no solo seco ao sul. O projeto falha por problemas de engenharia. Tenta contornar o flanco direito confederado, mas o terreno impassável e a defesa confederada o fazem retornar.
Finalmente Grant, sob o protesto de seus principais subordinados (explicitamente McPherson, Logan, Wilson e Sherman), opta por uma manobra arriscada: atravessar barcaças com os soldados passando frente a fortaleza, sob cobertura da escuridão. Na noite do dia 16 de Abril a operação foi executada com sucesso absoluto. As tropas da União, incluindo aquelas de Sherman,  desembarcam em Grand Gulf, realizando uma completa surpresa estratégica. Pemberton, que esperava ataque pelo norte deixou o seu flanco esquerdo fracamente defendido.
Grant, para horror de Sherman, toma uma medida ainda mais ousada: abandona a margem do rio com rações para apenas 5 dias, optando por viver da terra. Assim, colocou o grosso do exército inimigo entre si e a sua base de suprimentos.  Sherman foi enviado para o norte, onde faria demonstrações em Haynes's Bluff, distraindo Pemberton das forças principais de Grant. Em 29 de Abril, partiu para reencontrar Grant.
Após a derrota em Champion Hill (batalha da qual Sherman não participou), Pemberton começou a sua retirada para Vicksburg, com Grant buscando interceptá-lo. A missão do Sherman era tentar contornar o flanco confederado pelo norte, mas não obteve sucesso. Em 18 de Maio os 31 mil confederados conseguiram abrigar-se na fortaleza de Vicksburg. A cidade foi cercada, e as linhas de suprimento da União restabelecidas.  Em 19 e 22 de Maio Grant tentou assaltos diretos às formidáveis fortificações de Pemberton, mas foi repelido com grandes perdas. Então, optou pelo sítio, enviando Sherman em 22 de Junho para estabelecer uma linha defensiva contra as tropas de Joseph E. Johnston que poderiam vir em socorro à cidade cercada da direção leste. A guarnição de Vicksburg, com 29,5 mil homens rendeu-se em 4 de Julho, com efeitos catastróficos para o futuro da Confederação.

### Chattanooga
Durante o verão de 1863, o Exército de Cumberland da União, comandado por William Rosecrans, obteve significativos sucessos contra o confederado Exército de Tennessee, de Braxton Bragg. As brilhantes manobras de Rosecrans desalojaram Bragg de posições defensivas fortes, resultando em captura do centro de Tennessee e em ameaça ao vital entroncamento ferroviário em Chattanooga.  Mas a sorte mudou de lado, e em 20 de Setembro de 1863, Bragg, explorando uma brecha nas linhas da União infligiu uma grave derrota ao inimigo na Batalha de Chickamauga. O Exército de Cumberland conseguiu se retirar para Chattanooga, onde permaneceu sob cerco dos confederados alojados nas elevações dominantes que cercavam a cidade. Não havia influxo regular de suprimentos e as tropas federais viram-se ameaçadas pela fome.
No fim de Setembro, Serman recebeu a ordem de socorrer Rosecrans. Mas Halleck desejava que progredisse rumo a Chattanooga sem descuidar-se da defesa da ferrovia Charleston & Memphis.  Era uma missão virtualmente impossível,  pois a linha férrea corria paralela às linhas dos confederados, que podiam escolher qualquer ponto para interceptá-la.  A solução veio em meados de Outubro, quando Halleck promoveu Grant a comandante de todas as tropa federais no teatro de operações oeste. George Henry Thomas, herói de Chickamauga, substituiu Rosecrans no comando do Exército de Cumberland enquanto Sherman herdou a posição de Grant como comandante do Exército do Tennessee e do Departamento de Tennessee. As ordens agora eram esquecer a ferrovia e apressar-se para salvar os federais sitiados em Chattanooga.
Na tentativa de furar o cerco confederado (Batalha de Chattanooga), Grant deu ao Sherman a missão de desferir o ataque principal sobre o flanco direito do inimigo, rolando suas posições sobre o Missionary Ridge.  Enquanto isso, Joseph Hooker faria uma demonstração na extremidade oposta da elevação. George Thomas manteria pressão sobre o centro. Mas, surpreso pela configuração do terreno, Sherman não conseguiu os avanços esperados. Seu relativo insucesso foi compensado pelo progresso de Hooker, que em face da fraca resistência ocupou a importante elevação de Lookout Mountain. A batalha e o cerco foram liquidados pala infantaria de Thomas, que tendo recebido a missão de ocupar apenas as posições no sopé da montanha, não conteve o ímpeto até colocar as forças confederas sobre Missionary Ridge em fuga, obtendo uma surpreendente e contundente vitória.

### Atlanta
No verão de 1864, com a promoção de Grant para comandante-em-chefe, Sherman foi apontado comandante da Divisão Militar de Mississippi, cargo que lhe dava comando de todas as forças da União no teatro de guerra ocidental. Com isso, tornou se o segundo homem mais importante na hierarquia militar dos EUA.
Grant e Sherman acordaram uma estratégia conjunta. No lugar de colocar foco na conquista de localidades geográficas específicas, ambos buscariam destruir os exércitos inimigos, onde quer que esses tivessem. Grant perseguiria o  Lee na Virgínia, e Sherman o Johnston na Georgia.  A pressão sobre o inimigo não deveria ser aliviada em nenhum momento.
O primeiro grande desafio era logístico. Seu exército necessitava de 1,3 mil t de suprimentos todos os dias. Sherman respondeu confiscando vagões e vedando o uso da ferrovia para o civis.
Sherman contava com 97,5 mil homens, usualmente dispostos da seguinte forma: os 13 mil soldados do Exército de Ohio, sob John Schofield, normalmente constituíam a ala esquerda; o Exército de Cumberland de Thomas com seus 60 mil homens formava o centro; a ala direita era composta pelos 24,5 mil homens do Exército do Tennessee, comandados por James B. McPherson. Seu oponente Joseph E. Johnston tinha apenas 50 mil homens, mas contava com excelentes defesas na elevação conhecida como Rocky Face. Sherman usou as tropas de McPherson para contornar o flanco confederado, forçando-nos a abandonar a posição. Numa série de manobras semelhantes, Sherman seguiu empurrando as tropas rebeldes na direção de Atlanta. Nessa fase, a única grande batalha foi a do Batalha do Monte Kennesaw, onde Sherman optou pelo ataque frontal, repelido com facilidade.
Em Julho, o cauteloso Johnston foi substituído pelo agressivo, e as vezes afoito John Bell Hood. A mudança apenas acelerou o progresso dos federais, e em 2 de Setembro de 1864 a estratégica cidade de Atlanta, o coração da Geórgia cai.  Sherman ordena a evacuação da cidade e a queima dos edifícios públicos e militares que poderiam ser de utilidade para os confederados. Mas o fogo alastra-se por vários bairros, destruindo considerável parte da cidade. Sherman  adquire a fama de líder implacável e insensível ao sofrimento da população civil.  A vitória foi um dos fatores decisivos para a reeleição de Lincoln nas eleições que se seguiram.

### Marcha ao Mar
Até Outubro, Sherman continuou a sua perseguição ao Exército de Tennessee confederado pela Georgia, sem contudo conseguir provocar uma batalha decisiva. Notando a esterilidade da estratégia, resolveu seguir com 62 mil homens para o sul, no que se tornaria conhecido como Marcha ao Mar de Sherman. Para lidar com Hood, que ameaçava retornar a Tennessee, deixou para trás Schofield e Thomas. Esses dois generais derrotaram Hood sucessivamente nas batalhas de Franklin e Nashville de forma tão contundente que o Exército de Tennessee cessaria de existir como força de combate.
Na sua marcha pela Georgia, Sherman mudou o face da guerra: em vez de buscar engajamento com as forças inimigas, destruía sistematicamente toda a infra-estrutura econômica que sustentava as forças rebeldes, antecipando os conceitos da Guerra Total. Ele rompeu o contato com suas bases de suprimento, vivendo do que tomava da população.
Naturalmente, essa estratégia impunha grande sofrimento aos civis. Para Sherman, a sua atitude era moralmente justificável sob dois aspectos. Primeiro, o apoio do povo da Georgia a rebelião supostamente desqualificava-no como parte inocente. Segundo, a crueldade seria inerente à guerra, e abster-se de tomar medidas que pudessem abreviá-la, por mais duras que fossem, apenas aumentaria o sofrimento de todos envolvidos. Sherman acreditava acertadamente que muitos confederados abandonariam a luta para socorrer suas famílias que passavam privações, e que isso pouparia muitas vidas, dos dois lados.
Em 21 de Dezembro, tendo percorrido 480 km e feito a "Georgia urrar" como havia prometido, Sherman toma a cidade de Savannah no litoral, ofertando-a como presente de Natal ao presidente Lincoln.

### Campanha das Carolinas
Tomada Georgia, Grant solicitou ao Sherman que embarcasse suas tropas para Virginia, onde conjuntamente enfrentariam Lee. Sherman convenceu-o de que seria melhor que avançasse por terra, castigando a Carolina do Norte e Carolina do Sul. Grant concordou, e Sherman seguiu a marcha com a mesma política de terra arrasada empregada na Georgia. Foi particularmente duro com a Carolina do Sul, o berço da rebelião.
No caminho contou com a fraca oposição do seu velho adversário, Joseph Johnston. Entretanto, os defensores confederados acreditavam que os pântanos da Carolina do Sul, em época de plena cheia, seriam um obstáculo intransponível para os atacantes. Ao saber que Sherman estava avançando cerca de 12 milhas por dia construindo caminho com troncos derrubados, Johnston declarou "ter se convencido que não existira exército assim desde os dias de Júlio Cesar".
Em 17 de Fevereiro de 1865 cai Columbia, capital da Carolina do Sul. Sherman segue progredindo pela Carolina do Norte, moderando a destruição contra o estado que se juntou a Confederação apenas relutantemente. Em Abril, chegam notícias sobre a rendição do Exército da Virgínia do Norte de Robert E. Lee na Virgínia, e sobre o assassinato do presidente Lincoln. Joseph Johnston, derrotado na Batalha de Bentonville, aceita os generosos termos propostos por Sherman e decreta a rendição de todos os exércitos Confederados nas Carolinas, na Geórgia, e na Flórida. Na prática, a Confederação deixa de existir.

## Vidapost bellum

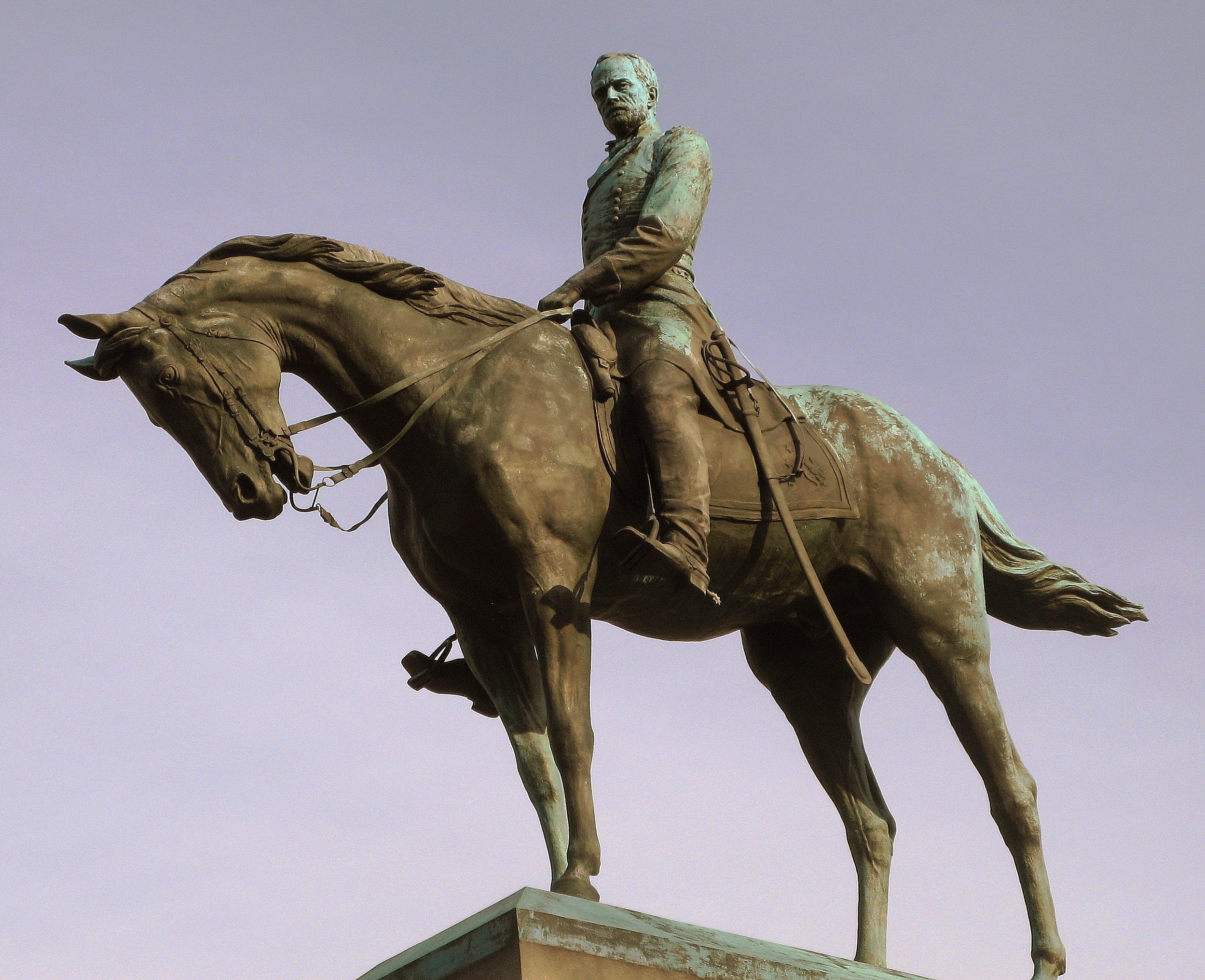
Uma estátua homenageando Sherman em Washington D.C.

Até a morte, o celebre general William Sherman não deixou de apontar para a selvageria da guerra e para a futilidade da glória obtida no campo de batalha.  Consumada a rendição das últimas tropas confederadas em 1865, Sherman colocou em uma carta particularː

Confesso, sem sentir vergonha alguma, que estou doente e cansado do combate. A sua glória é toda um disparate. Até mesmo o mais brilhante sucesso é obtido sobre os corpos mortos e mutilados, com a angústia e lamentações de famílias distantes, apelando para mim por seus filhos, maridos e pais ... apenas aqueles que nunca ouviram um tiro, nunca ouviram o grito e gemidos dos feridos e dilacerados ... que clamam por mais sangue, mais vingança, mais desolação.
“A guerra é um inferno”, palavras atribuídas a um discurso que realizou em 1879 foram referenciadas 66 anos mais tarde  pelo presidente Harry Truman: “Sherman estava errado. Eu lhes digo que achei a paz um inferno”.
Em junho de 1865, com o fim da guerra, William Sherman recebe o comando da Divisão Militar do Mississippi, posteriormente rebatizada de Divisão Militar do Missouri. No ano seguinte, é promovido  a Tenente General, cargo que ocupara até 1869, quando Ulysses Grant assumiu a presidência dos EUA. Grant nomeia Sherman comandante geral do exército, com a patente de General do Exército. Notavelmente refratário ao ambiente de intrigas e conchavos políticos de Washington,  ele transfere o seu gabinete para  St. Louis, Missouri. Mas isso não impede que o seu comando seja marcado por grandes dificuldades de articulação com os meios políticos.  Sequer a sua sólida amizade e a franca admiração que sentia em relação ao Grant deixou de ser afetada, ficando no lugar certa decepção pelas opções de Grant em relação aos assuntos ligados às forças armadas.
No comando do exército, dedicou considerável atenção às guerras indígenas.  Em particular, preocupou-se com a proteção à construção e operação das ferrovias, que considerava não apenas um veículo para o progresso, mas também um elemento de grande importância militar, indispensável para garantir a integridade das fronteiras distantes.
Com relação à questão indígena, mantinha uma posição ambivalente. Era crítico dos especuladores e agentes de governo corruptos e ineficientes, que tornavam a vida dentro das reservas indígenas intolerável. Mas ao mesmo tempo, advogava um tratamento implacável às tribos que não se submetiam à autoridade governamental, externando essa opinião frequentemente em palavras, e também ações, extremamente fortes.

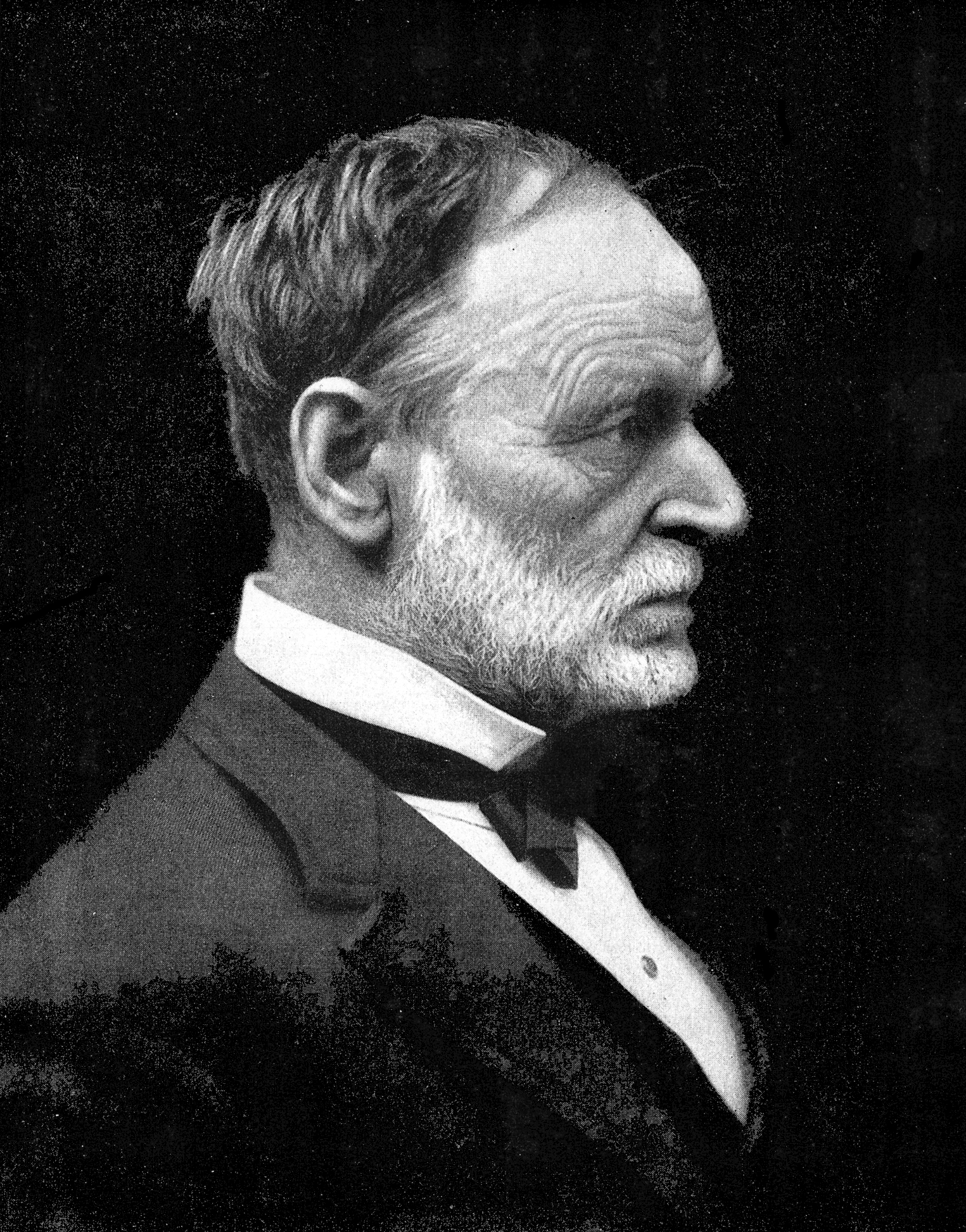
William Sherman em roupas civis

Mostrou-se retrogrado também com relação aos direitos civis da população negra. Acreditava que os negros eram livres, e que a sua liberdade deveria ser garantida pelo governo. Mas o direito a voto, segundo ele, deveria permanecer na mão da raça branca, que ele percebia como mais forte e estável.
Um dos seus legados importantes foi a criação da Escola de Comando (hoje a Escola de Comando e Estado-Maior) em Fort Leavenworth.
Em 8 Fevereiro de 1884, Sherman, que já havia deixado o comando do exército três meses antes, recebe a baixa, retornando definitivamente à vida civil. Nesse mesmo ano, rejeita concorrer ao governo do Estados Unidos da América  na chapa Republicana em termos categóricos, hoje conhecidos como “Shermanesque Statement” (colocação shermanesca): “se nomeado candidato declinarei, se eleito não servirei”. A única posição política que aceitou foi o de secretario da guerra,  por um mês apenas, enquanto fosse encontrado um substituto após a morte de outro grande amigo de Grant, John Aaron Rawlins.
Gal. Sherman passou a maior parte da sua vida pós-reforma na cidade de Nova Iorque, dedicando se a atividades culturais, como pintura e teatro. Tinha uma intensa vida social, sendo orador frequente e muito apreciado em diversos tipos de eventos. Manteve também o contato com os veteranos da guerra que combateram dos dois lados.
Além de pintor amador talentoso, William Sherman foi um excelente escritor, qualificado pelo crítico Edmund Wilson como “o mestre da narrativa”.  Suas memórias, publicadas em 1875, representam não apenas uma fonte histórica imprescindível, mas também uma leitura muito fluída e viva, sem prejuízo à fidelidade aos fatos e sem se furtar a discutir com franqueza seus erros e seus acertos.
Morto em Nova Iorque em 1891, Sherman foi enterrado ao lado da esposa no Cemitério Católico do Calvário, em St. Lous, com todas as honras militares. Estavam presentes  veteranos de ambos os lados da guerra civil, incluindo o seu antigo adversário nas campanhas de Atlanta e das Carolinas, e depois amigo íntimo Joseph E. Johnston. Em respeito ao morto, o idoso Johnston recusou-se a cobrir a cabeça no frio intenso de Fevereiro, contraindo, segundo especulações da época, a doença que o mataria poucos meses depois.